# Targuist
Targuist (arabisch تارجيست, Zentralatlas-Tamazight ⵜⴰⵔⴳⵉⵙⵜ Targist) ist eine etwa 14.500 Einwohner zählende Stadt im Norden Marokkos, die in der Provinz Al Hoceïma in der Region Tanger-Tétouan-Al Hoceïma liegt.

## Lage und Klima
Targuist liegt im Rifgebirge in einer Höhe von etwa 1030 m etwa 72 km (Fahrtstrecke) südwestlich der Provinzhauptstadt Al Hoceïma bzw. etwa 43 km östlich von Issaguen (ehemals Ketama). Das Klima ist gemäßigt bis warm; Regen (ca. 500 mm/Jahr) fällt hauptsächlich im Winterhalbjahr.

## Bevölkerung
| Jahr      | 1994  | 2004   | 2014   | 2024   |
| Einwohner | 9.593 | 11.560 | 13.390 | 14.638 |

Der überwiegende Teil der Einwohner ist berberischer Abstammung; gesprochen werden sowohl Dialekte des Tarifit als auch Marokkanisches Arabisch.

## Wirtschaft
Bis ins 20. Jahrhundert hinein lebte man als Selbstversorger von der in den zerklüfteten Tälern des Rifgebirges nur mühsam zu betreibenden Landwirtschaft und ein wenig Viehzucht. Der Anbau von Cannabis hat im Rifgebirge eine lange Tradition, doch mit der zunehmenden Nachfrage aus Europa hat dieser Wirtschaftszweig eine große Bedeutung erlangt. Trotz offizieller Anbauverbote erstreckt sich die geschätzte Gesamtanbaufläche immer noch über 250.000 ha.
In unmittelbarer Nähe des Ortes befindet sich die Barrage Al Jomoaa – ein etwa 2,5 km langer und 300 m breiter Stausee, der sowohl der Wasserversorgung als auch der Stromerzeugung dient.

## Geschichte
Der Ort diente im Jahr 1926 kurzzeitig den von Abd el-Krim angeführten Rifkabylen als Hauptsitz der Administration der Rif-Republik, als die bisherige Hauptstadt Axdir von einer kombinierten französisch-spanischen Armee unter Leitung von Marschall Philippe Pétain eingenommen worden war; der Zustand endete mit der Kapitulation der Truppen von Abd el-Krim am 26. Mai 1926.

## Sonstiges
Zu Beginn der 2010er Jahre machte Targuist international negative Schlagzeilen, da auf YouTube Videos zu sehen waren, in denen Beamte der Stadtverwaltung und der örtlichen Polizei Schmiergelder kassierten.

## Städtepartnerschaft
- Leganés bei Madrid, Spanien